# Малахов Михайло Павлович

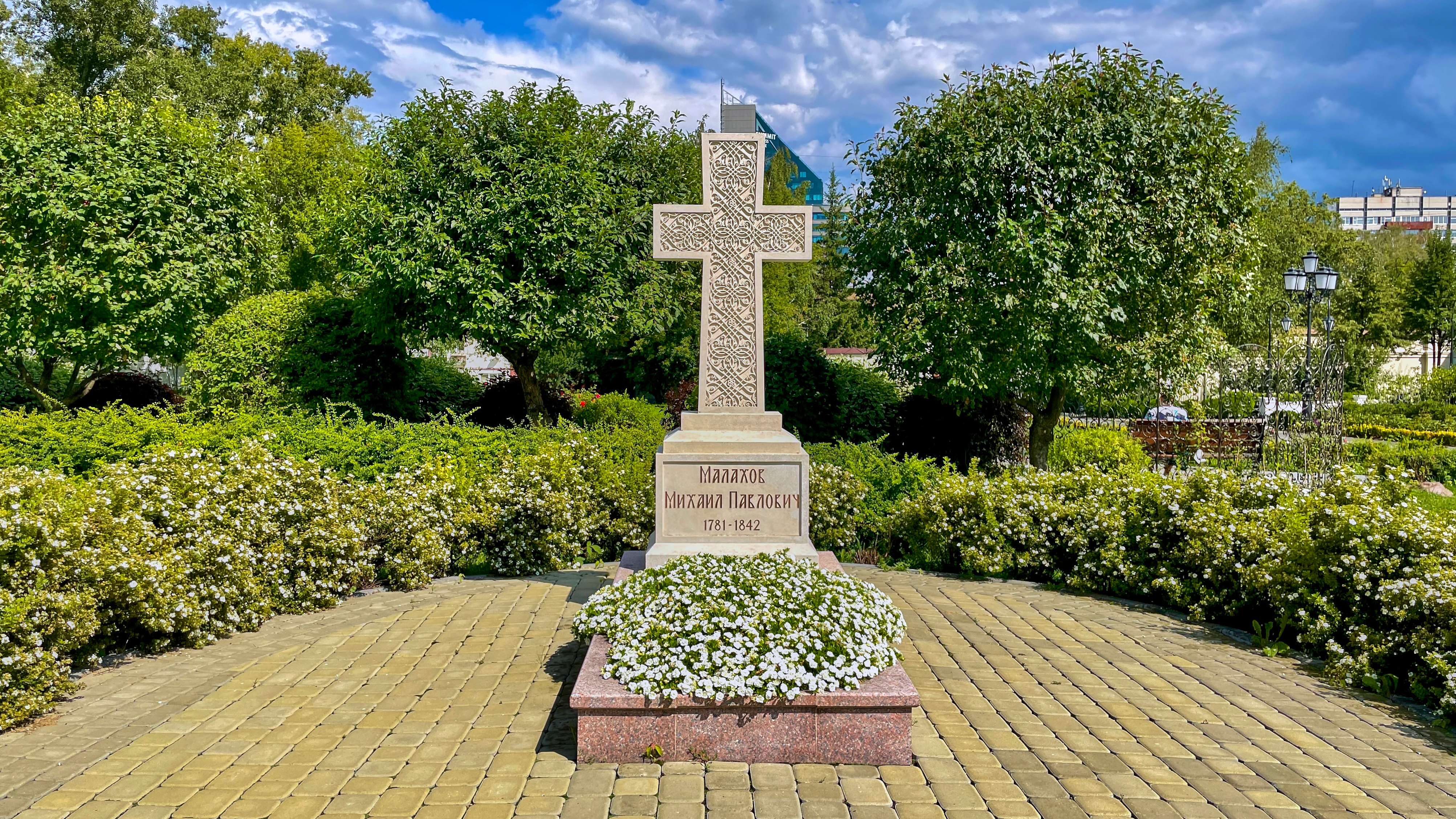
Олександро-Невського собору в Єкатеринбурзі.

Михайло Павлович Малахов (1781, Масани — 1842, Єкатеринбург, Пермська губернія) — російський архітектор XIX століття. Працював на Уралі.

## Біографія
Народився в селі Масани на Гетьманщині (Чернігівської губернії, нині Україна) у дворянській сім'ї.
Навчався спочатку в духовній семінарії, потім у народному училищі. Після навчання три роки служив канцелярським чиновником у суді і на поштамті.
У 1800—1802 рр. навчався в Академії мистецтв у Петербурзі, отримав звання архітектора 14-го класу. Молодому двадцятирічному провінціалу здобути гарне місце вдалося не відразу.
У 1802—1806 роках «перебував при будові лекційних театрів Медико-хірургічної Академії та Казанського собору, в Міністерстві внутрішніх справ». У березні 1805 р. оренбурзький військовий губернатор Григорій Волконський у приватному листі запропонував міністру внутрішніх справ графу Віктору Кочубея призначити Малахова в Оренбург.
З лютого 1815 зарахований архітектором до штату єкатеринбурзьких гірських заводів, фактично — приступив до розбудови садиби Харитонових-Расторгуєвих.
У 1828 році одружився з донькою високопосадовця Колобова — Вірою.
У 1832 року Малахов замінив Івана Свиязєва на посаді головного архітектора Уральського гірничого правління.
Вніс великий вклад у створення генерального плану Єкатеринбурга. Під його керівництвом в Єкатеринбурзі побудували найцінніші пам'ятки архітектури у стилі класицизму:
- Аптека гірського відомства (1820—1821).
- Собор Олександра Невського (1838 — 1852).
- Реконструйована будівля головного гірничого правління (1833—1835).
- Єкатеринбурзька гранільна фабрика і Будинок Головного начальника гірничих заводів Хребта Уральського (поч. 1830-х).
- Будинок купця Пшеничникова (поч. 1830-х).
- Контора Верх-Ісетського заводу (1820) на території заводу.
- Ансамбль шпиталю Верх-Ісетського заводу (1824—1826).
- Церква Покрови Пресвятої Богородиці (Гірський Щит) (1828—1829).

За його проєктом в Єкатеринбурзі збудували комплекс будівель Оравайських казарм. Брав участь у проектуванні приватних будинків (наприклад, особняка купця Зота Блохіна на вул. Куйбишева, 63, він же Малий Рязанівський будинок).
Помер в Єкатеринбурзі в 1842. Похований у церковному дворі поблизу Собору Олександра Невського (місце поховання не збереглося).

## Світлини

### Єкатеринбург

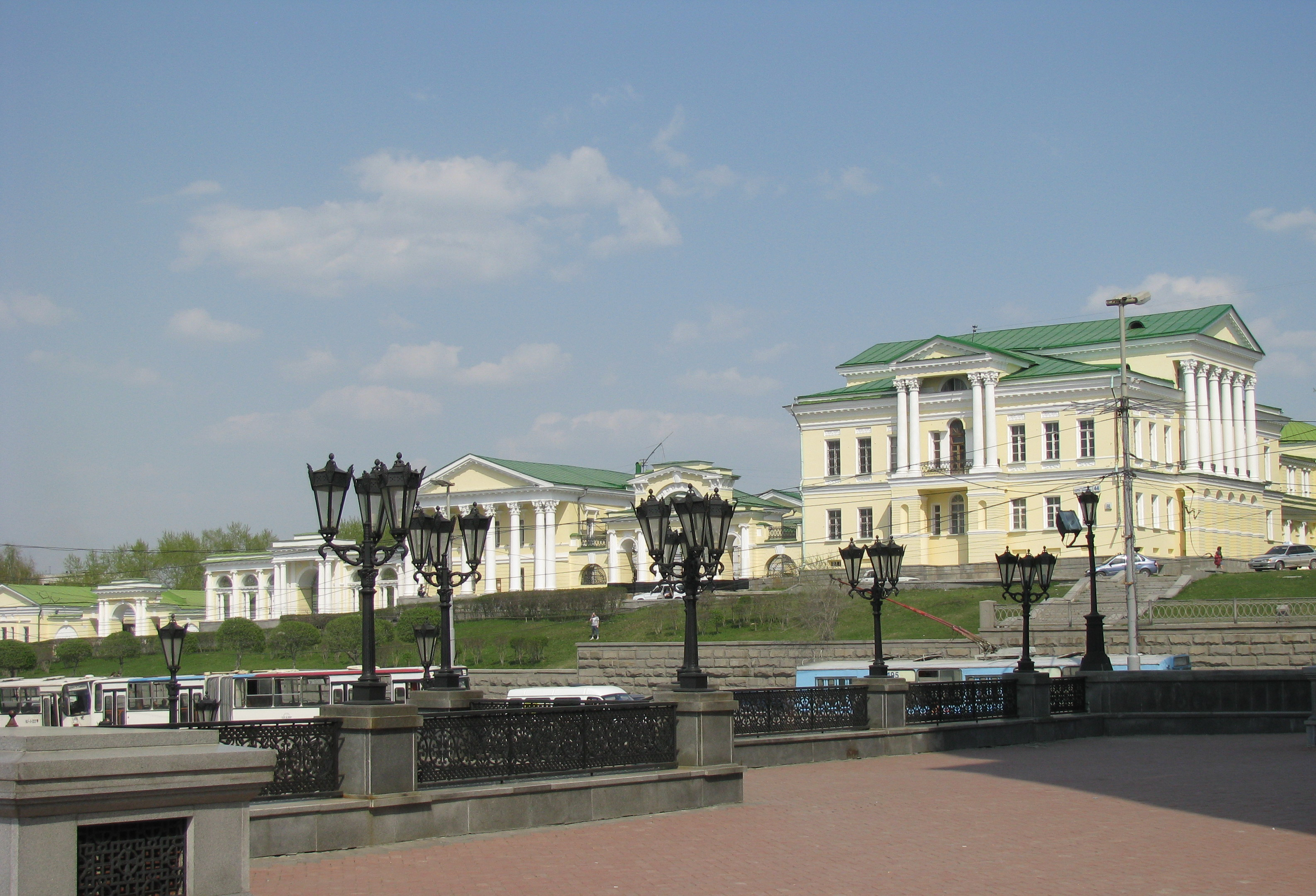
Садиба Расторгуєвих - Харитонових.
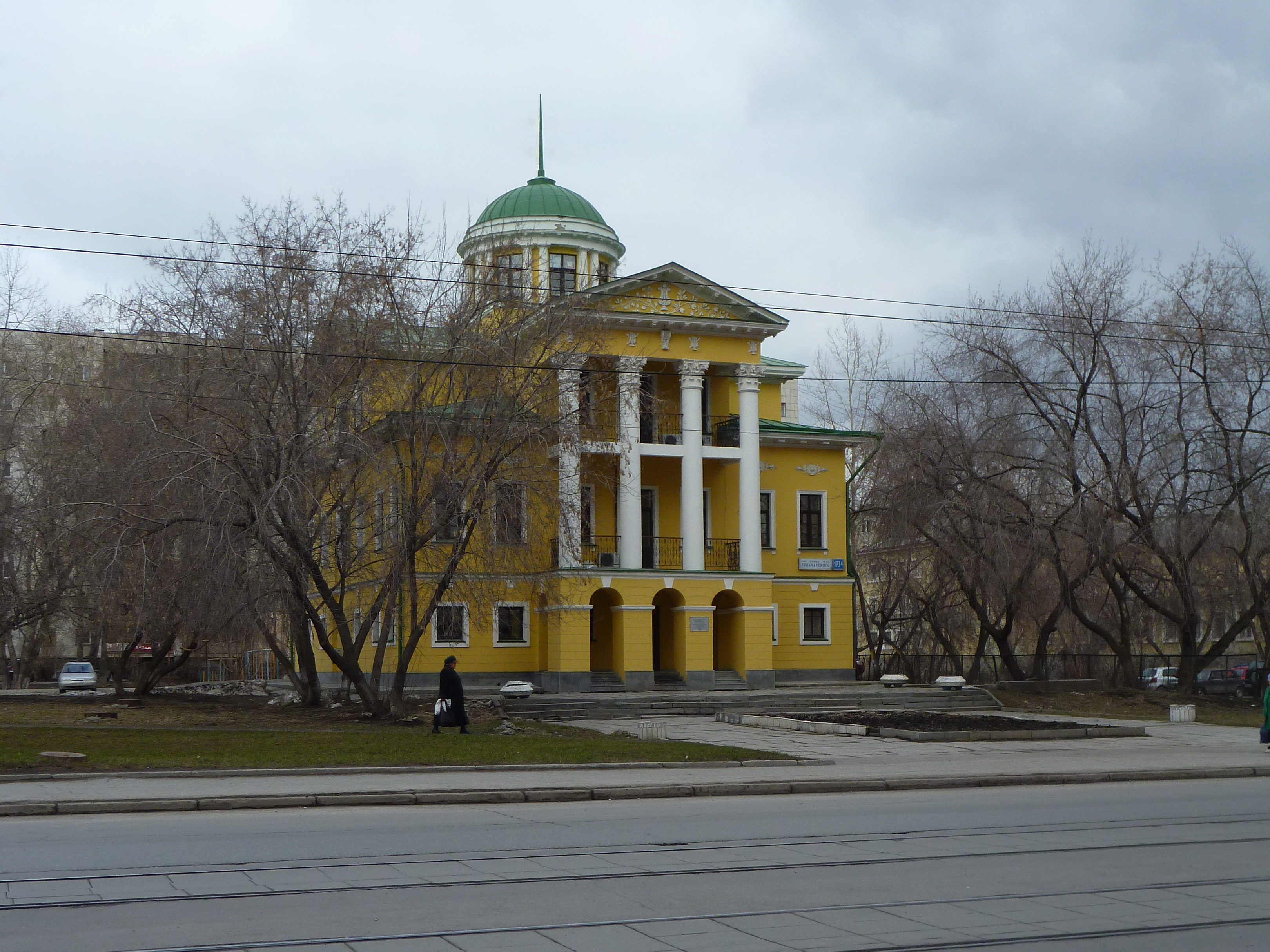
Заміська дача архітектора Малахова.
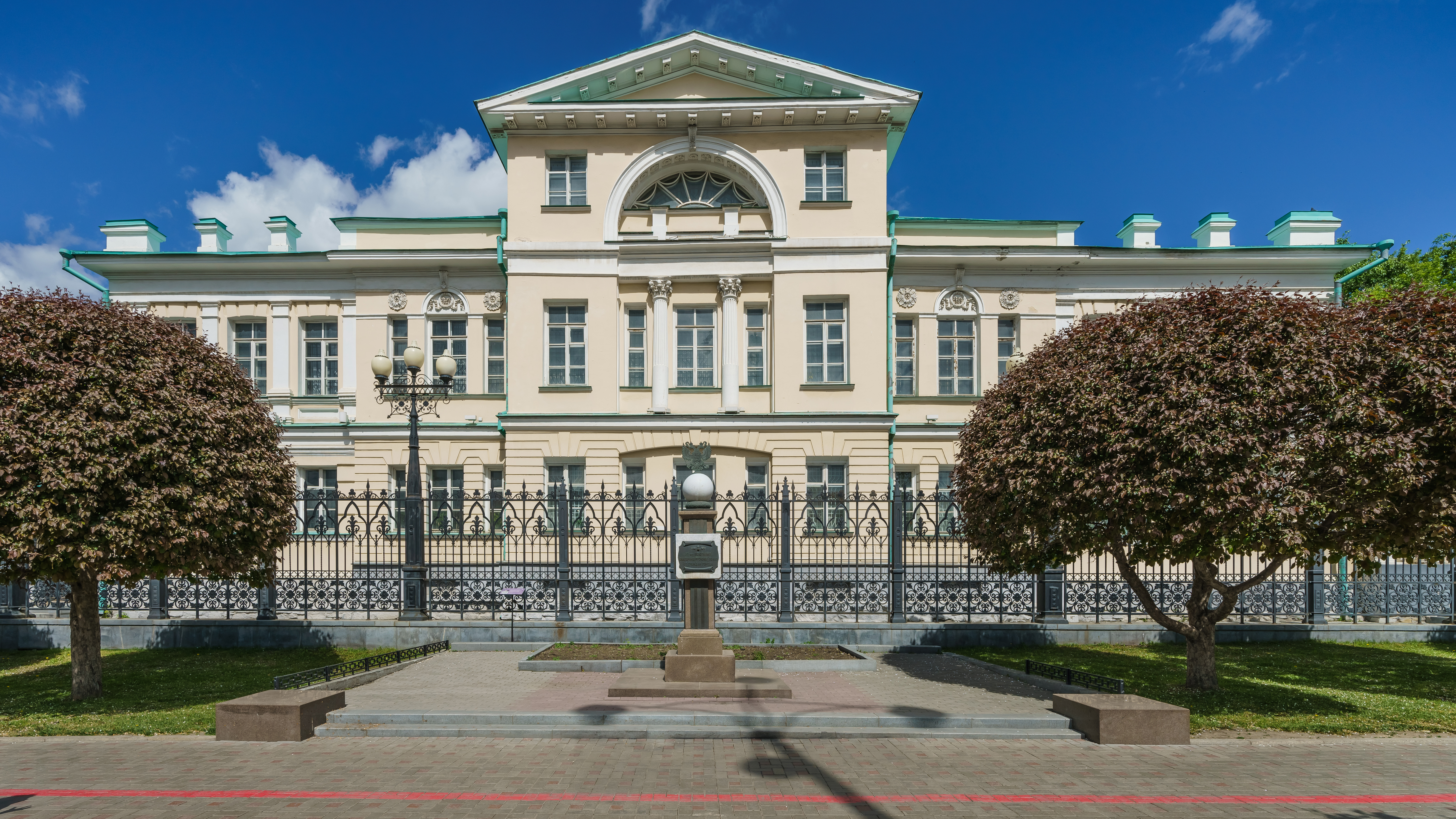
Аптека гірничого відомства (Єкатеринбург).
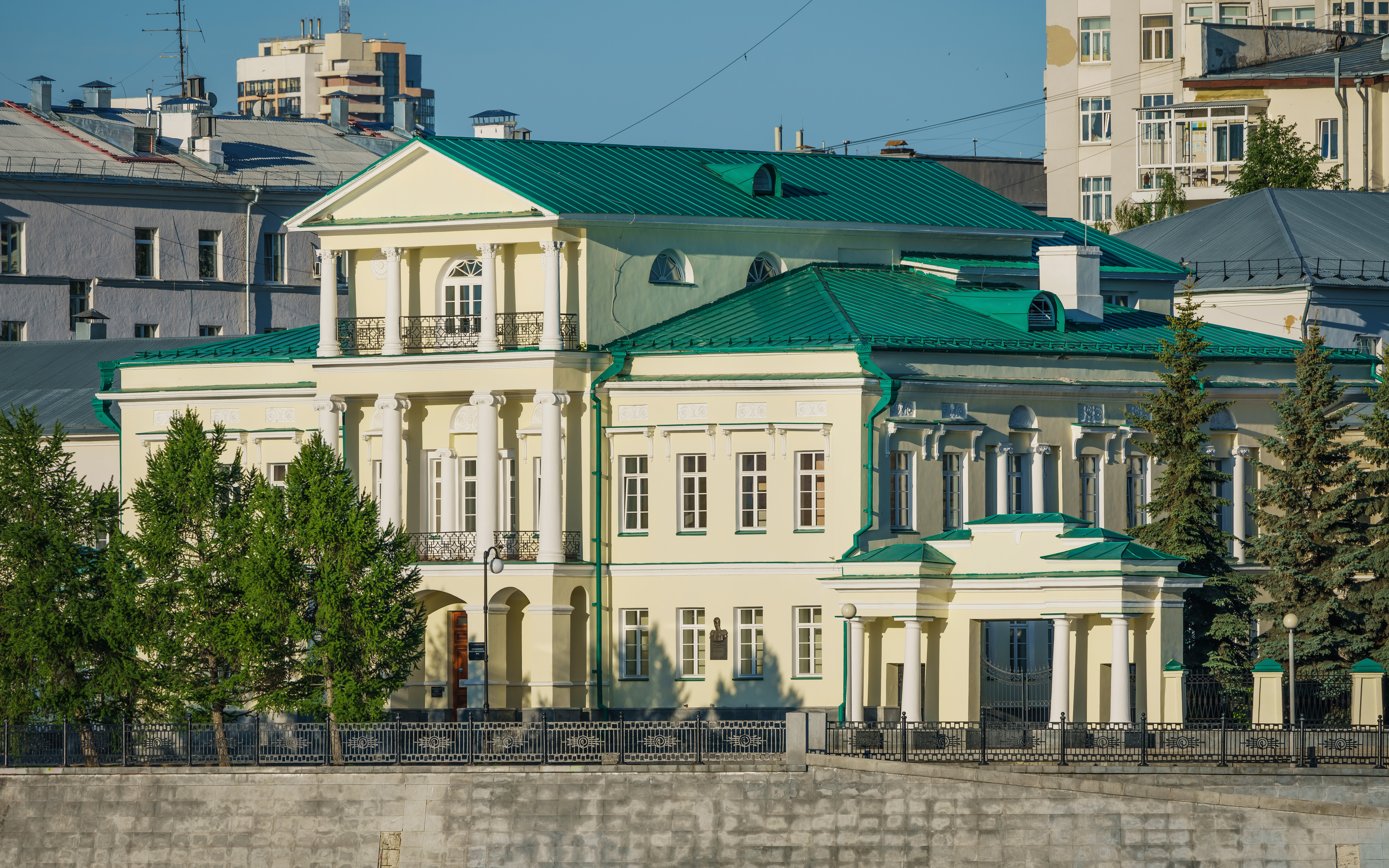
Будинок Головного начальника гірничих заводів Хребта Уральського.
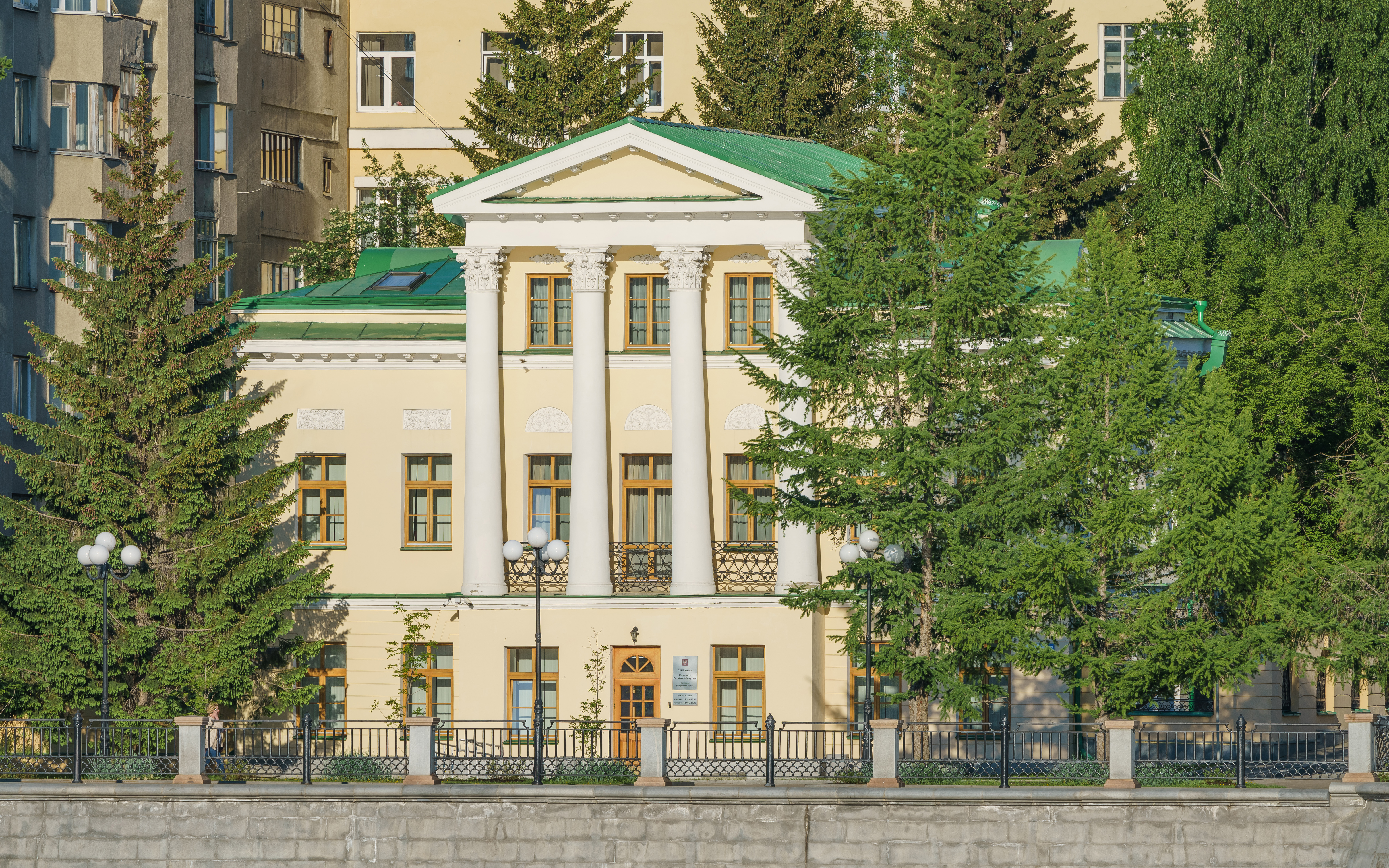
Будинок купця Пшеничникова.

### Кам'янськ-Уральський

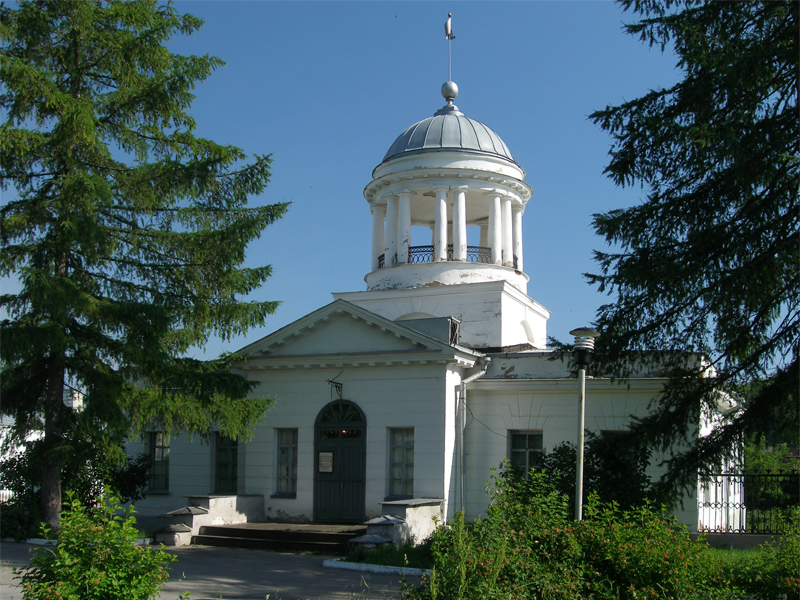
Контора казенного чавуноливарного заводу
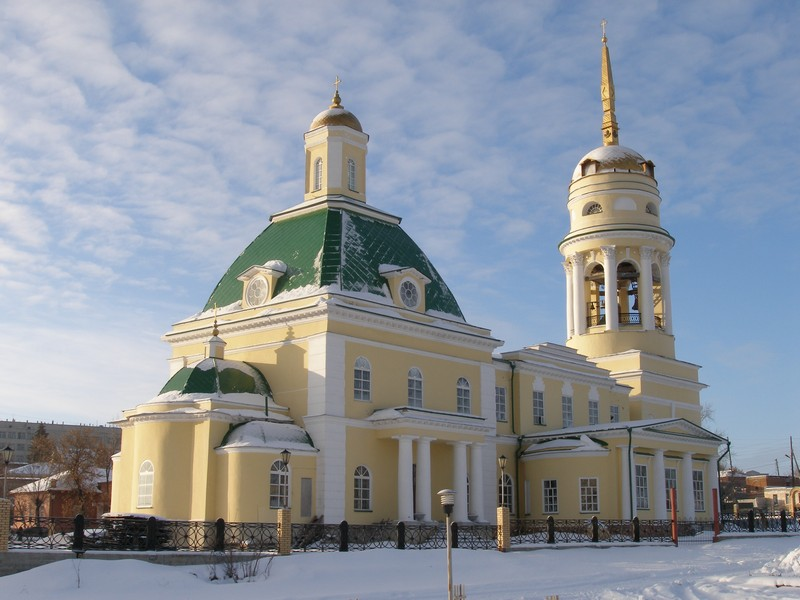
Свято-Троїцький собор (аменськ-Уральський.
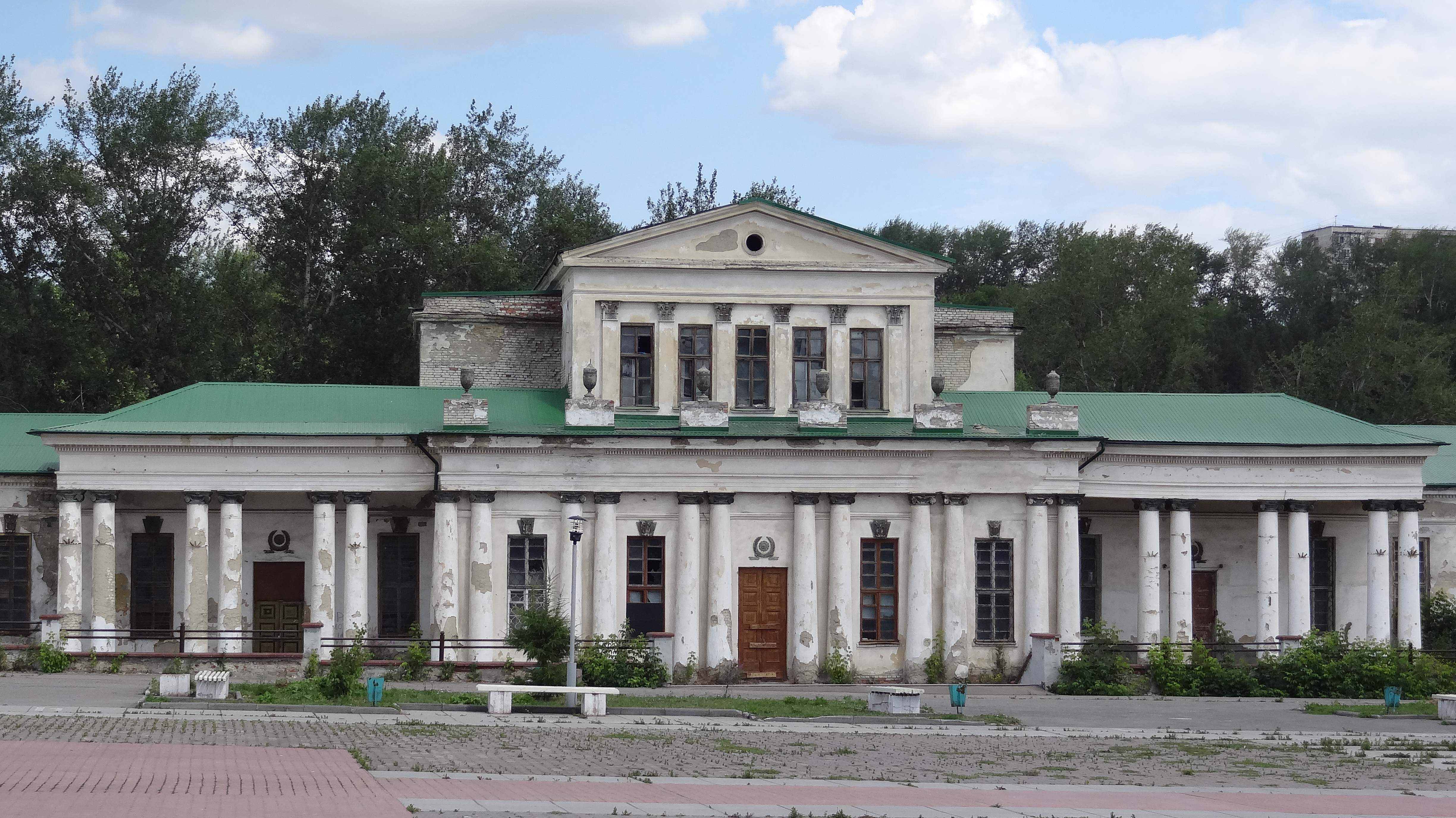
Провіантські склади чавуноливарного заводу]] (верхній ярус і надбудований аттик за радянських часів)

### Кам'янський міський округ

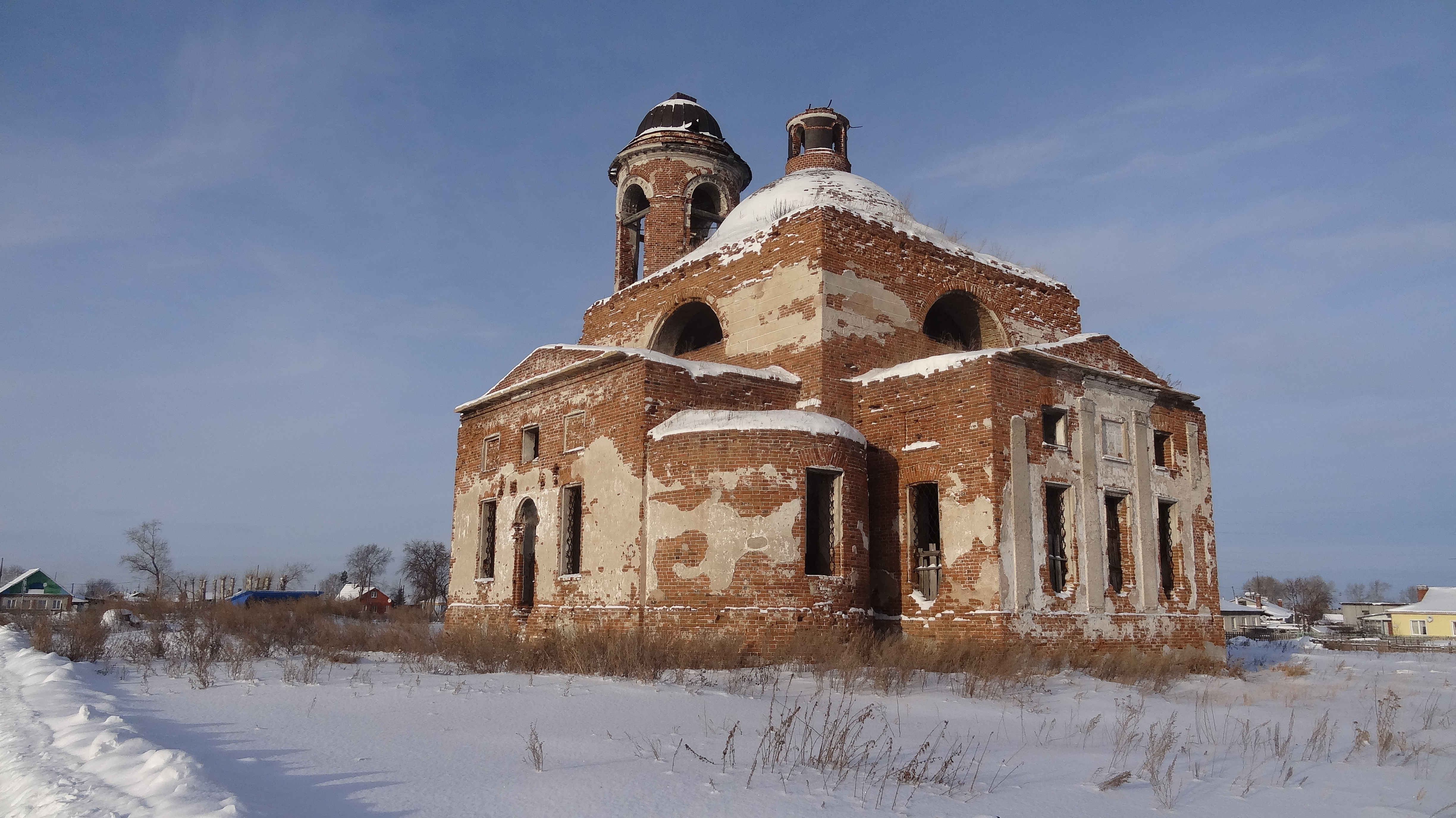
Введенська церква у селі Трав'янському.

### Челябінська область

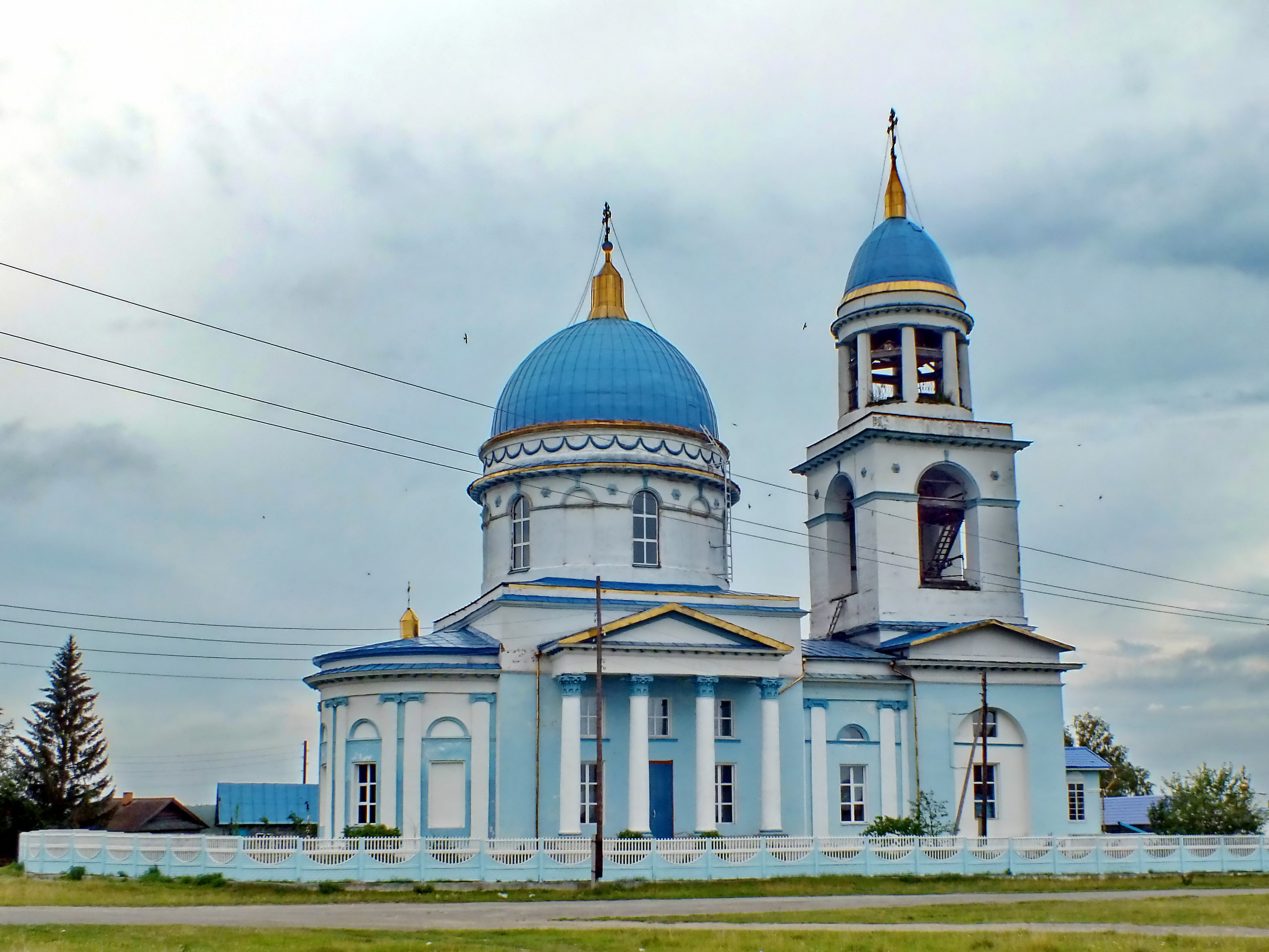
Церква ікони Божої Матері «Знамення» (Знаменська церква) в селі Воскресенському.

## Пам'ять
У 2014 році єкатеринбурзький громадянський Сенат запропонував присвоїти М. Малахову звання «Почесний громадянин Єкатеринбурга».